# 沟核茶荚蒾
沟核茶荚蒾（学名：Viburnum setigerum var. sulcatum）为忍冬科荚蒾属下的一个变种。